# استفانو ایمپالومنی
استفانو ایمپالومنی (انگلیسی: Stefano Impallomeni؛ زادهٔ ۲۴ اکتبر ۱۹۶۷) بازیکن فوتبال اهل ایتالیا است.
از باشگاه‌هایی که در آن بازی کرده‌است می‌توان به باشگاه فوتبال پارما، باشگاه فوتبال آ.اس. رم، باشگاه فوتبال دلفینو پسکارا، و باشگاه فوتبال چزنا اشاره کرد.